# Списък на реките в Северна Каролина
Списъкът на реките в Северна Каролина включва основните реки, които текат в щата Северна Каролина, Съединените американски щати.
Източната част на щата попада във водосборния басейн на Атлантическия океан, докато крайната западна част се отводнява в Мексиканския залив.

## По водосборен басейн
Атлантически океан
- Паскуотанк

- Чоуан
  - Уикакон
  - Мехерин

- Роанок
  - Дан Ривър

- Памлико
  - Тар Ривър

- Нюсе
  - Ено

- Кейп Фир
  - Нордийст Кейп Фир
  - Блек Ривър
    - Саут Ривър

  - Дийп Ривър
  - Хоу Ривър

- Пиди
  - Уакамо
  - Литъл Пиди (ЮК)
    - Лъмбър

  - Роки Ривър
  - Ухари
  - Ядкин
    - Саут Ядкин

- Санти (ЮК)
  - Уотери (ЮК)
    - Катоба

  - Конгари (ЮК)
    - Броуд Ривър

Мексикански залив
- Мисисипи
  - Охайо (З.В)
    - Тенеси (Тенеси)
      - Френч Броуд Ривър

## По азбучен ред
- Блек Ривър
- Броуд Ривър
- Дан Ривър
- Дийп Ривър
- Ено
- Катоба
- Кейп Фир
- Лъмбър
- Мехерин
- Нордийст Кейп Фир
- Нюсе Ривър
- Памлико
- Паскуотанк
- Пиди
- Роанок
- Роки Ривър
- Саут Ривър
- Саут Ядкин
- Тар
- Уакамо
- Уикакон
- Ухари
- Френч Броуд Ривър
- Хоу Ривър
- Чоуан
- Ядкин